# Uzay-le-Venon
Uzay-le-Venon é uma comuna francesa na região administrativa do Centro, no departamento Cher. Estende-se por uma área de 34,82 km². Em 2010 a comuna tinha 412 habitantes (densidade: 11,8 hab./km²).